# Jazz by Gee
Jazz by Gee — дебютний студійний альбом американського джазового тромбоніста Меттью Джі, випущений у 1956 році лейблом Riverside.

## Опис
Тромбоніст Меттью Джі був передусім членом ритм-секцій і цінним сесійним музикантом, однак на цьому альбомі він постає як серйозний соліст. На дві сесіях (якає є однією з двох для Джі як соліста) він гравє у незвичному квінтеті з альт-саксофоністом Ерні Генрі (поєднання тромбона і альт-саксофона створюють особливе звучання) і в септеті, до якого приєднуються трубач Кенні Доргем, тенор-саксофоніст Френк Фостер і баритон-саксофоніст Сесіл Пейн. Музика орнієнтована на боп, альбом містить джазові стандарти та три власні композиції Джі.

## Список композицій
1. «Out of Nowhere» (Джонні Грін, Едвард Геймен) — 3:24
2. «I'll Remember April» (Джин Де Пол, Патрісія Джонстон, Дон Рей) — 4:16
3. «Joram» (Білл Мессі) — 3:04
4. «Sweet Georgia Brown» (Бені Берні, Кеннет Кейсі, Масео Пінкард) — 2:58
5. «Lover Man» (Джиммі Девіс, Рам Рамірес, Джиммі Шерман) — 6:11
6. «Gee!» (Меттью Джі) — 5:00
7. «Kingston Lounge» (Меттью Джі) — 8:45
8. «The Boys From Brooklyn» (Меттью Джі) — 7:54

## Учасники запису
- Меттью Джі — тромбон
- Ерні Генрі — альт-саксофон (1-5)
- Кенні Доргем — труба (6-8)
- Сесіл Пейн — баритон-саксофон (6-8)
- Френк Фостер — тенор-саксофон (6-8)
- Джо Найт — фортепіано
- Вілбур Вейр — контрабас (1-5)
- Джон Сіммонс — контрабас (6-8)
- Арт Тейлор — ударні

Технічний персонал
- Оррін Кіпньюз — продюсер
- Білл Грауер — продюсер